# Ретезатски планини
Ретезатските планини (на румънски: Munţii Retezat; на унгарски: Retyezát-hegység) са едни от най-високите планински масиви в Румъния, част от Южните Карпати. Най-високият връх е Пеляга (2509 м). Други високи върхове са Пъпуша (2508 м) и Ретезат (2482 м).
В Ретезатските планини има много ледникови езера, сред които и най-голямото от тях в страната – езерото Букура, което има площ от 8,9 ха и е разположено на надморска височина от 2030 м. Тук се намира и национален парк Ретезат, първият национален парк в Румъния.

## Води
Тектоничните, литологичните и морфологичните условия в Ретезатските планини, заедно с ориентацията на основните хребети към основните въздушни маси, ги правят най-влажното място в Румънските Карпати.
Хидрологичната мрежа е разделена на две части: северна, насочена към река Стрей от водосборния басейн на река Муреш и включваща всички реки от западните, северните и северозападните части и южна, насочена към река Жиул де Вест от водосборния басейн на река Жиу. Най-важната река е Лъпушникул Маре със среден годишен дебит 12,9 м3/сек. На всички реки в парка се образуват водопади.
Една от характерните черти на Ретезатските планини е разпространението на ледникови езера. Тук се намират около 38 % от езерата от този тип в Румъния, на дъното на калдери, събрани в езерни групи или самостоятелни. Те са една от най-големите туристически атракции на парка. В рамките на национален парк Ретезат има 58 целогодишни ледникови езера, на надморска височина между 1700 и 2300 м. Според някои източници има 80 езера, но вероятно са включени и временните.
Площта на езерата е от 300 м2 (Стънишоара I) до 88 612 м2 (Букура, най-голямото ледниково езеро в Румъния). Дълбочината е от 30 см (Стънишоара I) до 29 м (Зъноага), а обемът е от 90,3 м3 (Галешул II) до 693,152 м3 (Зъноага).

## Растения
От над 3500-те растителни видове, които могат да се срещнат на територията на Румъния, над една трета (около 1200) могат да се видят в Ретезатските планини. Това е основната причина те да бъдат обявени за национален парк. Има над 90 вида растения, които са ендемични за областта, първото от които, наречено Флъмънзика (Draba dorneri), е открито през 1858 г.
Планинските ливади са изключително важни, тъй като там могат да се намерят повечето от алпийските видове, като например тинтява, бутурак и великденче. Среща се и еделвайс. В областите между скалистата част и планинските поляни може да се види рододендрон (Rhododendron kotschii). Клекът, който е защитен вид в Румъния, може да се срещне по стръмните склонове на Ретезатските планини, а от европейския кедър (Pinus cembra) има повече екземпляри от която и да било планина в Румъния.
Други видове, виреещи в планините са: ястребинка (Hieracium borzae и Hieracium nigrilacus), метличина (Centaurea pseudophrygia ratezatensis, ендемичен вид), котешко ухо (Hypochoeris maculata), ендемичен вид окситроп (Oxytropis jacquinii retezatensis). На калцираните области на Малък Ретезат могат да се видят много редки или ендемични видове, например Barbarea lepuznica, вид ракетка, или Pedicularis baumgarten, вид въшливче.
Една от най-големите заплахи за растителния свят на парка (особено този по планинските поляни) е прекалената паша на огромните стада овце. Характерните за планините видове са заменени от по-издръжливи.

## Животни
Над 185 вида птици, повече от половината от всички видове, обитаващи страната, се срещат в парка. От тях над 122 гнездят тук. Могат да бъдат видени много редки птици, сред които скален орел (включен в емблемата на парка), малък креслив орел, орел змияр, сокол скитник, глухар, бухал, малка кукумявка и черен щъркел.
В планинския масив се срещат 55 вида бозайници. Има добри условия за оцеляването на някои от най-големите хищници на Европа: вълк, кафява мечка и рис и някои големи тревопасни като дива коза, благороден елен и сърна. Срещат се и малки хищници като дива котка и видра.
През 1973 г. 20 алпийски мармота, донесени от Австрийските Алпи, са пуснати в парка в района на ледниковото езеро Джеменеле. Днес те се срещат из целия парк, но ефекта им като внесен вид на местната екосистема все още е неизвестен. През 1960 г. в някои е езерата в парка е внесена балканска пъстърва. Проучванията сега проверяват дали тя е виновна за спада на популацията на земноводни в тези езера, наблюдаван през последните години.
Тук се среща подвид (L. vulgaris ampelensis) на малкия гребенест тритон, ендемичен за Карпатите, а из целия парк може да се види планинска жаба. Въпреки че са регистрирани малко случаи на ухапване от усойници, туристите и селяните ги убиват веднага щом ги видят. Има няколко ендемични видове безгръбначни: 9 вида пеперуди, поне 6 вида пролетници и 4 вида водни молци.

## Достъп

### Южен Ретезат
Пътищата от юг към Ретезатските планини обхващат областта от гр. Вулкан на изток в долината на река Жиу до гр. Къмпушел на запад. Въпреки че има много маршрути за достъп до планините от градовете Вулкан, Лупени, Урикани, Къмпул луй Няг и селищата помежду им. маршрутите за директен достъп до националния парк покриват областта от местността Кейле Буци (на около 35 км от Петрошани) до Къмпушел на запад.

### Северен Ретезат
Ретезатските планини и национален парк Ретезат са достъпни от север през път 66 (DN-66) и/или ЖП линия, коят върви успоредно с пътя, от Петрошани на югоизток до Симерия на север. Има няколко маршрута към планините от път 66. От почти всички села по него, от Охаба де суб Пятра, край Хацег, до Мерисор, край Петрошани, има пътища на юг към Ретезат.

## Най-високи върхове
Върховете над 2000 м в масива Ретезат са:
- Пеляга (2509 м)
- Пъпуша (2508 м)
- Ретезат (2482 м)
- Маре (2463 м)
- Кустура (2457 м)
- Букура (2433 м)
- Сънтъмария (2400 м)
- Жуделе (2398 м)
- Букура II (2372 м)
- Цапу (2372 м)
- Кустура Букурей (2370 м)
- Пъпуша Мика (2370 м)
- Бърля (2348 м)
- Славею (2347 м)
- Обършия Нукшоарей (2346 м)
- Мори (2340 м)
- Чумфу Маре (2335 м)
- Шеселе Маре (2324 м)
- Валя Ря (2311 м)

## Галерия
- Връх Маре над езерото Галешу
- Изглед към езерото Букура
- Връх Букура от връх Ретезат
- Връх Жуделе от връх Ретезат
- Малък водопад на река Стънишоара
- Туристи по северния склон на Ретезатските планини
- Езерце в елова гора
- Залез в парк Ретезат